# Platane (série télévisée)
Pour les articles homonymes, voir Platane.
Platane est une série télévisée française créée par Éric Judor et Hafid F.-Benamar, coréalisée par Éric Judor et Denis Imbert, produite par 4 Mecs en Baskets Production et diffusée depuis le 5 septembre 2011 sur Canal+.
La première saison a été écrite par Éric Judor, François Reczulski et Hafid F.-Benamar, et la deuxième par Éric Judor, Denis Imbert, Hugo Benamozig, Nicolas Orzeckowski, Victor Rodenbach et Hafid F.-Benamar. La troisième saison a été diffusée du 9 au 30 décembre 2019 sur Canal+. Judor déclara qu'une quatrième saison n'est pas d'actualité.

## Synopsis

### Saison 1
Après avoir heurté un platane lors d'un accident de la route, Éric tombe dans le coma pendant un an. À son réveil, il découvre que Ramzy a continué sans lui la suite de la série H, intitulée HP, grâce à laquelle il est devenu une star. Éric décide alors de réaliser la suite du film La Môme, qu'il intitule La Môme 2.0 : Next Generation, pour prouver qu’il est capable de devenir sérieux, profond et émouvant. Les acteurs invités y jouent leur propre rôle.

### Saison 2
Deux ans se sont écoulés depuis l'échec de son projet La Môme 2.0 : Next Generation. Éric s'est exilé au Canada et a un nouveau but dans sa vie, rencontrer la femme de sa vie et avoir un enfant. Cependant, Ramzy part à sa rencontre afin de lui proposer de tourner une suite de La Tour Montparnasse infernale. Il finit par rentrer en France pour reprendre la comédie, dans le seul et unique but d'éponger ses dettes. N'ayant pas du tout changé, cela va le conduire à faire de nouvelles gaffes qui vont l'amener dans des situations cocasses.

### Saison 3
Quelques années plus tard, après son retour en Guadeloupe, Éric est revenu vivre à Paris. Ses ambitions se sont volatilisées et il se retrouve à réaliser des publicités, seulement pour toucher un revenu. Afin de devenir un homme meilleur, il part vivre une intense expérience chamanique en Amérique du Sud. À la suite des changements que cela lui a apporté, il va tenter de monter le projet artistique le plus bienveillant du monde.

## Production

### Tournage
Le tournage de la première saison a eu lieu à Paris, notamment au bois de Vincennes, du 10 au 17 septembre et du 11 octobre au 24 décembre 2010.

## Distribution

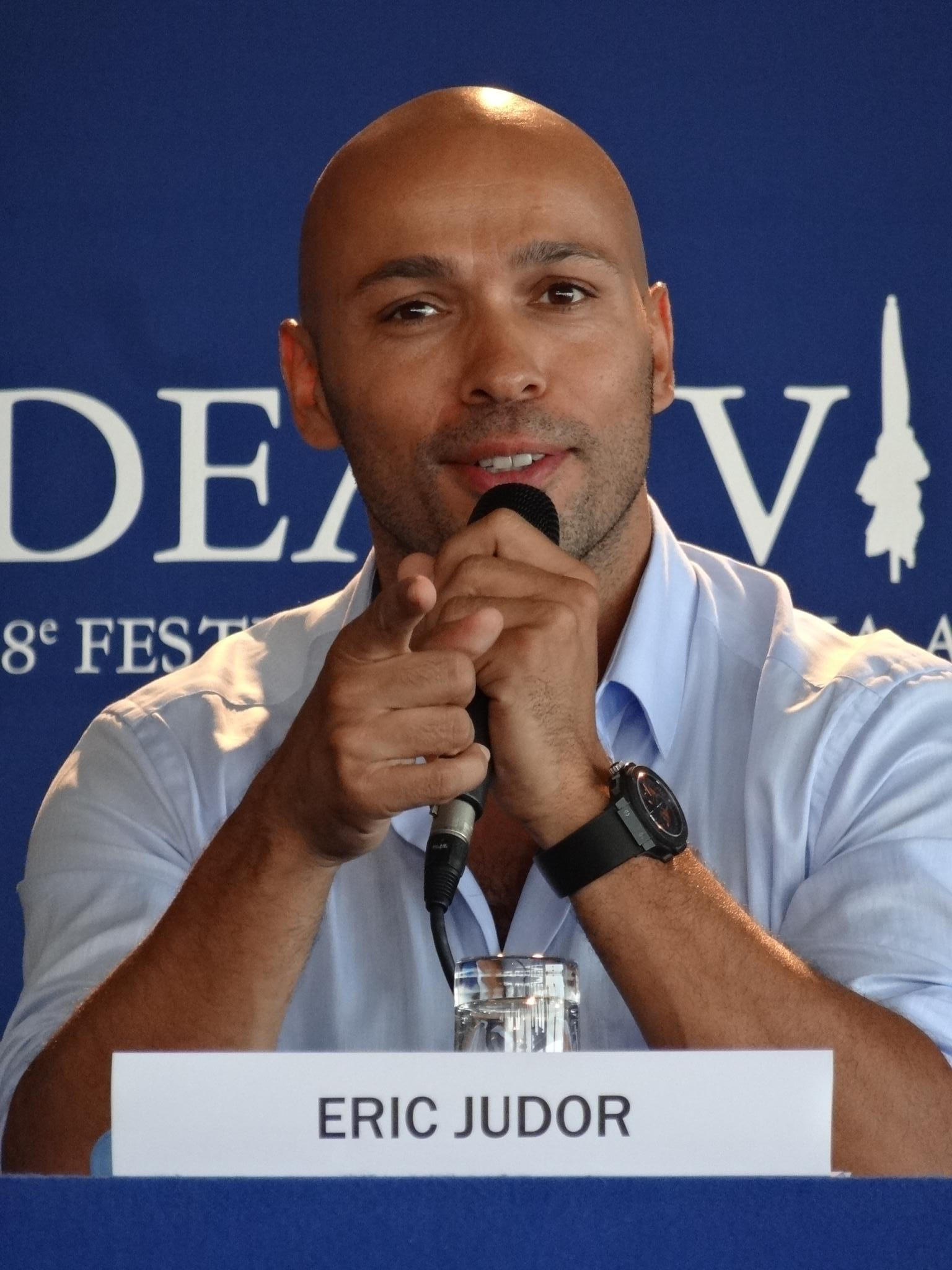
Éric Judor au Festival du cinéma américain de Deauville 2012.

### Acteurs principaux
- Éric Judor[4] : Éric
- Hafid F. Benamar[4] : Flex
- Ramzy Bedia : Ramzy (saison 2)
- Arnaud Henriet[4] : Arnaud
- Lilly-Fleur Pointeaux[4] : Amandine (saison 1)
- Jean-Baptiste Shelmerdine[4] : Logan (saison 1)
- Romain Berger[4] : Virgil
- Toinette Laquière : Lana
- David Coburn : lui-même (saisons 1–2)
- Jean-Michel Martial : Julius (saisons 1–2)
- Susanne Schmidt : Rosa (saisons 1–2)
- Annelise Hesme : Diane (saison 2)
- Nathan Kassabi : Paul (saison 2)
- Stéphanie Crayencour : Pauline (saison 3)
- Adrianna Gradziel : Eva Louise (saison 3)
- David Strajmayster : Vincent (saison 3)

### Acteurs invités

#### Saison 1
- Mathieu Amalric[7]
- Ramzy Bedia[1]
- Monica Bellucci[7]
- Catherine Benguigui
- Jean-Luc Bideau
- Guillaume Canet[7]
- Vincent Cassel[7]
- Clotilde Courau[1]
- Moon Dailly
- Alain de Greef
- Gilles Lellouche[7]
- Pierre Richard[7]

#### Saison 2
- Yann Barthès
- Guillaume Canet
- Michel Drucker
- Jean Dujardin
- Youssef Hajdi
- Michel Hazanavicius
- Thomas Langmann
- Gérard Lanvin
- Denis Maréchal
- Serge Riaboukine
- Bob Sinclar
- Fred Testot
- Michaël Vander-Meiren

#### Saison 3
- Ramzy Bedia
- Jamel Debbouze
- Boris Diaw
- Florence Foresti
- Marc Fraize
- Youssef Hajdi
- Mike Horn
- Mathieu Kassovitz
- Laurent Lafitte
- Gilles Lellouche
- Roland Magdane
- Bun Hay Mean
- Jacques Séguéla
- Elie Semoun
- Fred Testot
- Michel Nabokoff

## Épisodes

### Saison 1 (2011)
| № | #  | Titre                                                            | Réalisation              | Scénario                      | Audiences   | Première diffusion |
| --- | -- | ---------------------------------------------------------------- | ------------------------ | ----------------------------- | ----------- | ------------------ |
| 1 | 1  | La fois où il a eu l'accident                                    | Éric Judor, Denis Imbert | Éric Judor & Hafid F. Benamar | 0,8 million | 5 septembre 2011   |
| Éric, du duo Éric et Ramzy, rentre d'une soirée au volant de sa voiture, ivre car il a des problèmes avec sa copine et avec Ramzy qui se plaint de son rôle d'attardé mental dans HP, une nouvelle version de H. Il percute alors un platane (d'où le titre de la série) et tombe dans le coma. À son réveil, un an après, Ramzy a tourné HP (Hôpital psychiatrique) tout seul. Éric est énervé et pour se venger, il veut tourner un film lui aussi en solo, un film sérieux où la comédie serait absente. |    |                                                                  |                          |                               |             |                    |
| 2 | 2  | La fois où il a voulu faire un film sérieux                      | Éric Judor, Denis Imbert | Éric Judor & Hafid F. Benamar | 0,8 million | 5 septembre 2011   |
| Bien décidé à mener son projet, Éric tente de nombreuses fois d'avoir un rendez-vous avec Canal+ pour son projet de film Saoul to Soul. Malheureusement, le projet de Pierre Richard, qui lui aussi cherchait un rendez-vous a du succès et lui passe devant ; plus tard il passe dans la classe de sa copine qui est enseignante dans un lycée parisien, et pendant qu'il explique aux élèves les dangers de la route, arrive un élève handicapé qui reconnaît son fauteuil roulant de compétition (le directeur de l'hôpital lui ayant donné par erreur à l’hôpital) qui s'avère être le fils de Luc Besson. Éric perd ainsi son dernier contact. |    |                                                                  |                          |                               |             |                    |
| 3 | 3  | La fois où il a eu l'idée de faire : La Môme 2.0 Next Generation | Éric Judor, Denis Imbert | Éric Judor & Hafid F. Benamar | 0,8 million | 5 septembre 2011   |
| Malgré le refus de Luc Besson de produire La Môme 2.0 Next Generation, Éric parvient à convaincre Clotilde Courau d'interpréter le rôle principal. La comédienne lui présente un producteur africain susceptible de financer le film. Afin d'éponger les dettes qui s'accumulent, l'humoriste se résout à collaborer avec cet homme d'affaires sans scrupule. Au grand dam d'Éric, ce dernier veut imposer des comédiens zaïrois. |    |                                                                  |                          |                               |             |                    |
| 4 | 4  | La fois où Monica Bellucci a failli signer                       | Éric Judor, Denis Imbert | Éric Judor & Hafid F. Benamar |             | 12 septembre 2011  |
| Éric rencontre Monica Bellucci. Il espère qu'elle voudra jouer dans son film. Pour se la mettre dans la poche, il se fait passer pour un écologiste (il cache même son 4x4 très polluant) et il participe à une conférence organisée par une association qui milite pour les arbres que Monica soutient. Parallèlement, Éric percute un Vietnamien avec son 4x4. |    |                                                                  |                          |                               |             |                    |
| 5 | 5  | La fois où il aimait une Chinoise… ou une Vietnamienne           | Éric Judor, Denis Imbert | Éric Judor & Hafid F. Benamar |             | 12 septembre 2011  |
| Luc Besson insiste auprès d'Éric pour que la mise en scène soit confiée à un réalisateur expérimenté. Mathieu Amalric semble intéressé par le projet après avoir lu le scénario. Par ailleurs, Éric fait la connaissance de Line, la séduisante nièce du vieil homme qu'il a renversé et l'invite à dîner. Flex prend l'initiative de leur préparer une soirée romantique et redécore complètement l'appartement pour l'occasion... |    |                                                                  |                          |                               |             |                    |
| 6 | 6  | La fois où il a voulu soigner sa mère mais trop tard             | Éric Judor, Denis Imbert | Éric Judor & Hafid F. Benamar |             | 12 septembre 2011  |
| Un associé de Luc Besson découvre qu'Éric a pris 35 000 € pour lui (il veut aider sa mère malade qui doit se faire opérer sans mutuelle). Guillaume Canet a alors un accident avec la Super 5 de l'ex d'Éric qui n'a pas de bons freins. On annonce d'abord sa mort. Éric en profite alors pour mentir et raconter comme que c'est Guillaume Canet qui était alcoolique et toxicomane et qu'il avait besoin d'argent, d'où l'emprunt des 35 000 €. Mais manque de chance, Guillaume était juste blessé ; Éric se fait alors souffler dans les bronches. D'autant qu'on apprend que sa mère se fait opérer pour se refaire faire la poitrine. |    |                                                                  |                          |                               |             |                    |
| 7 | 7  | La fois où il s'est fait arrêter par le flic… Là                 | Éric Judor, Denis Imbert | Éric Judor & Hafid F. Benamar |             | 19 septembre 2011  |
| Quand il s'endort la veille du premier jour de tournage de La Môme 2.0 Next Generation, Éric est anxieux, car il a peur que son film ne soit pas bon. Le jour J, il se prend une contravention par un policier pour non port de la ceinture de sécurité. Il arrive en retard sur le tournage dans un bar. Comme il est en retard pour le prochain lieu où Gilles Lellouche joue une scène de karaté, on lui loue une ambulance pour aller plus vite, mais manque de chance, il retombe sur le policier du matin qui l'escorte jusqu'à l'hôpital (l'ambulancier a dit qu'Éric était victime d'une crise cardiaque). Découvrant le mensonge, l'urgentiste en chef lui passe un sacré savon. À la sortie, il passe un accord avec le policier : il passe l'éponge sur les contraventions de la journée, et en échange, il lui écrit une scène du film sur la prévention routière. Cela change la scène de karaté, et Gilles est déçu car il n'y a plus d'action (à part embrasser Clotilde Courau). Comme il met la langue pour l'embrasser et qu'elle a mangé des chips au paprika, il commence à gonfler, étant allergique à ce poivre rouge. Désespérés, ils appellent une ambulance qui n'est autre que celle de ce matin. Voyant Éric et les policiers, elle fait demi-tour, Éric est vert. |    |                                                                  |                          |                               |             |                    |
| 8 | 8  | La fois où il a changé de carte de visite                        | Éric Judor, Denis Imbert | Éric Judor & Hafid F. Benamar |             | 19 septembre 2011  |
| Le tournage se poursuit, qui voit Éric totalement accaparé par son acteur vedette, Vincent Cassel, jamais à court de caprices. Ce ne serait rien si Éric n'était pas aussi contraint de s'occuper de Flex. La recherche d'appartement de son colocataire va apporter un bon lot de complications… |    |                                                                  |                          |                               |             |                    |
| 9 | 9  | La fois où il a eu la foi dans son couple                        | Éric Judor, Denis Imbert | Éric Judor & Hafid F. Benamar |             | 19 septembre 2011  |
| Le tournage touche à sa fin, mais la réalisation de la dernière scène s'avère délicate. Le message d'Éric n'est pas clairement perçu et une séance de réécriture doit être programmée en urgence. Pour la promotion du film, Éric a accepté d'être suivi par une journaliste. Il se demande si c'est une bonne idée… |    |                                                                  |                          |                               |             |                    |
| 10 | 10 | La fois où il était à deux doigts de conclure                    | Éric Judor, Denis Imbert | Éric Judor & Hafid F. Benamar |             | 26 septembre 2011  |
| Éric se rend à un rendez-vous avec un dirigeant de la production de la chaîne TF1. Il espère apprendre de bonnes nouvelles au sujet de la distribution de son film. Hélas, son enthousiasme retombe quand on lui annonce que le nombre de copies de son film va être revu à la baisse. S'il est déçu, Éric ne se laisse pas abattre pour autant. Il garde l'espoir de voir son œuvre présentée dans de grands festivals internationaux, comme Cannes ou Berlin. Les producteurs se montrent réservés. Lors d'une fête avec l'équipe, Amandine et Éric, entre qui le courant passait déjà plutôt bien, se retrouvent seuls un instant… |    |                                                                  |                          |                               |             |                    |
| 11 | 11 | La fois où il a fait de la garde à vue à Lyon                    | Éric Judor, Denis Imbert | Éric Judor & Hafid F. Benamar |             | 26 septembre 2011  |
| Alors que toute son équipe, à l'exception de Virgil, est en Grèce, Éric apprend que la sortie de son film est imminente. Il va falloir mettre les bouchées doubles, car le travail de postproduction est loin d'être terminé. Pour l'affiche, Éric se laisse séduire par un nouveau modèle « 3D ». Il part la chercher à Lyon… |    |                                                                  |                          |                               |             |                    |
| 12 | 12 | La fois où il était ruiné                                        | Éric Judor, Denis Imbert | Éric Judor & Hafid F. Benamar |             | 26 septembre 2011  |
| Un accident endommage irrémédiablement la pellicule de son long métrage et met Éric aux abois. Endetté jusqu'au cou, il se prépare à travailler dans l'événementiel, quand un mystérieux inconnu lui laisse entendre qu'il aurait une copie du film… |    |                                                                  |                          |                               |             |                    |

### Saison 2 (2013)
| № | #  | Titre                                                 | Réalisation              | Scénario                                                                                          | Première diffusion |
| --- | -- | ----------------------------------------------------- | ------------------------ | ------------------------------------------------------------------------------------------------- | ------------------ |
| 13 | 1  | La fois où il s'est embrouillé avec un arbre          | Éric Judor, Denis Imbert | Éric Judor, Denis Imbert                                                                          | 16 septembre 2013  |
| Exilé depuis deux ans au Canada, Éric casse l'arbre sacré d'une tribu indienne, synonyme de malédiction... |    |                                                       |                          |                                                                                                   |                    |
| 14 | 2  | La fois où il avait fait waou en famille              | Éric Judor, Denis Imbert | Éric Judor, Denis Imbert                                                                          | 16 septembre 2013  |
| De retour en France, Éric s'engage sur le tournage de La Tour Montparnasse Infernale 2 pour rembourser le fisc... |    |                                                       |                          |                                                                                                   |                    |
| 15 | 3  | La fois où il était desperate                         | Éric Judor, Denis Imbert | Éric Judor, Denis Imbert                                                                          | 16 septembre 2013  |
| Ramzy décide de remonter sur scène avec Éric pour retrouver leur complicité perdue... |    |                                                       |                          |                                                                                                   |                    |
| 16 | 4  | La fois où il était une véritable cocotte minute      | Éric Judor, Denis Imbert | Éric Judor, Denis Imbert, Hugo Benamozig, Victor Rodenbach                                        | 23 septembre 2013  |
| Diane, lasse d'attendre Éric, se lance dans le commerce de bottes indiennes en peau de renne. Dans une boutique, elle rencontre Guillaume Canet qui se propose d'investir dans ce projet. Éric, jaloux, décide de contre-attaquer en s'occupant des bottes lui-même, mais à sa manière... |    |                                                       |                          |                                                                                                   |                    |
| 17 | 5  | La fois où il a monté la tente                        | Éric Judor, Denis Imbert | Éric Judor, Denis Imbert, Hugo Benamozig, Victor Rodenbach                                        | 23 septembre 2013  |
| Comme Éric a signé un gros contrat en imitant la signature de Diane, celle-ci doit porter plainte contre lui pour casser l'affaire. Pour soutenir leur dossier, ils doivent faire semblant de ne plus être ensemble. Diane rencontre Daphné, une amie de Guillaume Canet. Toutes deux deviennent très vite complices. Sur ces entrefaites, Guillaume et Daphné proposent à Éric et Diane une expérience de côte-à-côtisme. Diane est emballée. Éric beaucoup moins...                                                                  |    |                                                       |                          |                                                                                                   |                    |
| 18 | 6  | La fois où il y avait du parfum dans le cockpit       | Éric Judor, Denis Imbert | Éric Judor, Denis Imbert, Hugo Benamozig, Victor Rodenbach                                        | 23 septembre 2013  |
| Sur le tournage de La Tour Montparnasse infernale 2, un nouvel acteur arrive pour jouer le rôle d'un pilote : Gérard Lanvin, qui n'a vraiment pas l'air dans son assiette. Éric et Diane sont convoqués à l'école car Paul y a parlé de « partouze ». Sur les conseils de la directrice, ils commencent une thérapie de couple à laquelle les psys vont inviter Ramzy. Diane trouve que Ramzy est vraiment plus à l'écoute qu'Éric. Gérard Lanvin, récemment plaqué, soupçonne Ramzy de sortir avec son ex et s'embrouille avec lui... |    |                                                       |                          |                                                                                                   |                    |
| 19 | 7  | La fois où il a travaillé avec Fififty Cents          | Éric Judor, Denis Imbert | Éric Judor, Denis Imbert, Hugo Benamozig, Nicolas Orzeckowski, Victor Rodenbach, Hafid F. Benamar | 30 septembre 2013  |
| Sur le plateau du Petit Journal d’Yann Barthès, Éric, à bout, agresse Ramzy et se blesse. Faute de temps pour trouver le cadeau d'anniversaire de Paul, il négocie avec un SDF un sandwich contre son chien, mais se fait mordre. Heureusement Fifi, un vigile du Petit Journal qui s'est pris d'une affection envahissante pour Éric, organise pour Paul un concert de Bob Sinclar dans le jardin familial... |    |                                                       |                          |                                                                                                   |                    |
| 20 | 8  | La fois où il a cru que le signe c'était un zodiac    | Éric Judor, Denis Imbert | Éric Judor, Denis Imbert, Hugo Benamozig, Nicolas Orzeckowski, Victor Rodenbach                   | 30 septembre 2013  |
| Arnaud essaie de convaincre Éric de travailler de nouveau avec Ramzy. Il lui remet un scénario écrit par le scénariste de Monstres & Cie et le comédien promet d'y réfléchir. De son côté, Lana voudrait quitter la maison des parents d'Éric et s'installer à Paris. Elle organise une visite dans un appartement luxueux de la capitale, mais le loyer est hors de prix. Parallèlement, Flex, le frère de Lana est de retour en France...                                                                                            |    |                                                       |                          |                                                                                                   |                    |
| 21 | 9  | La fois où il a prié Wall-E                           | Éric Judor, Denis Imbert | Éric Judor, Denis Imbert, Hugo Benamozig, Nicolas Orzeckowski, Victor Rodenbach                   | 30 septembre 2013  |
| Éric et Lana essayent d'avoir un enfant. Ça ne marche pas. Éric, à qui un docteur a dit que la rage pourrait en être la cause, « bricole » un faux spermogramme pour Lana. Quand il rencontre son sosie, en « cool, intelligent et extrêmement fertile », il lui vient une idée. Pour Noël, Michel Drucker voudrait, lui, monter une émission spéciale réunissant Éric et Ramzy. L'esprit de Noël n'a pas l'air d'apaiser Éric, qui se retrouve seul contre tous, ou presque...                                                        |    |                                                       |                          |                                                                                                   |                    |
| 22 | 10 | La fois où il a fait du quatre quatre gris            | Éric Judor, Denis Imbert | Éric Judor, Denis Imbert, Hugo Benamozig, Nicolas Orzeckowski, Victor Rodenbach, Hafid F. Benamar | 7 octobre 2013     |
| En Guadeloupe, le retour aux sources commence plutôt bien pour Éric. L'hôtel où il s'installe est assez confortable et le patron l'adore. Enfin, celui-ci voit aussi en lui l'occasion d'une belle promotion pour son établissement. Les retrouvailles avec sa famille et tonton Jacko ne sont pas celles qu'Éric espérait : tous en veulent à son père, qui les aurait dépossédés de leurs terres... |    |                                                       |                          |                                                                                                   |                    |
| 23 | 11 | La fois où il était découvreur de un black            | Éric Judor, Denis Imbert | Éric Judor, Denis Imbert, Hugo Benamozig, Nicolas Orzeckowski, Victor Rodenbach, Hafid F. Benamar | 7 octobre 2013     |
| Pris en otage lors d'une manifestation « anti-colons », Éric décide de quitter l'île, quand Michel Hazanavicius vient lui proposer de participer à The Racist, qu'il s'apprête à tourner aux États-Unis. Mais ce n'est pas exactement pour le premier rôle que le réalisateur avait pensé à lui… |    |                                                       |                          |                                                                                                   |                    |
| 24 | 12 | La fois où il a traversé le Styx aux îles des Saintes | Éric Judor, Denis Imbert | Éric Judor, Denis Imbert, Hugo Benamozig, Nicolas Orzeckowski, Victor Rodenbach, Hafid F. Benamar | 7 octobre 2013     |
| Installés aux Saintes, Éric et Flex ont ouvert un restaurant, "Le Boudin Soir". Lana, enceinte, vient les rejoindre. Mais leur enfant pourrait être atteint du syndrome de Down. Éric va voir une prêtresse vaudoue pour conjurer le mauvais sort. Elle lui dit qu'il va devoir sacrifier un être cher. Éric pense au chat qu'il avait recueilli avec Flex, mais la prêtresse lui répond que ce n'est pas suffisant… |    |                                                       |                          |                                                                                                   |                    |

### Saison 3 (2019)
Surnommée « Saison Tree » (jeu de mots avec tree et three), elle est basée sur un format de 8 épisodes d'une durée moyenne de 45 minutes.
| № | # | Titre                                                                                   | Réalisation | Scénario                                                                           | Première diffusion |
| --- | - | --------------------------------------------------------------------------------------- | ----------- | ---------------------------------------------------------------------------------- | ------------------ |
| 25 | 1 | La fois où il était double speed                                                        | Éric Judor  | Éric Judor, Thomas Bohbot, Baptiste Nicolaï, Nicolas Orzenckowski, Cheikna Sankare | 9 décembre 2019    |
| Après plusieurs échecs cinématographiques, Éric vit de jobs alimentaires en réalisant des spots de pub. Sa situation personnelle n’est pas bien reluisante. Célibataire, il partage son appartement avec son beau-frère Flex qui n’a d’yeux que pour sa console de jeux. |   |                                                                                         |             |                                                                                    |                    |
| 26 | 2 | La fois où il a rencontré des fils cachés de père en fils                               | Éric Judor  | Éric Judor, Thomas Bohbot, Baptiste Nicolaï, Nicolas Orzenckowski, Cheikna Sankare | 9 décembre 2019    |
| Éric est persuadé d’être poursuivi par un mauvais karma. Il ne reçoit plus de propositions de pubs et ne sait que penser de sa compagne du moment. Flex, lui, a ramené un compagnon plutôt envahissant.                                                                  |   |                                                                                         |             |                                                                                    |                    |
| 27 | 3 | La fois où il a eu un Granny Award                                                      | Éric Judor  | Éric Judor, Thomas Bohbot, Baptiste Nicolaï, Nicolas Orzenckowski, Cheikna Sankare | 16 décembre 2019   |
| Éric n’a rien perdu de son humour mais, question boulot, ça manque de propositions. Et bingo ! Il tombe sur Boris Diaw qui réussit à l’imposer comme réalisateur d’une campagne de publicité télévisée dont il est l’égérie.                                             |   |                                                                                         |             |                                                                                    |                    |
| 28 | 4 | La fois où il a enlevé les chaussons de l’ironie                                        | Éric Judor  | Éric Judor, Thomas Bohbot, Baptiste Nicolaï, Cheikna Sankare                       | 16 décembre 2019   |
| Éric part vivre une expérience chamanique en Amérique du Sud pour devenir un autre homme et, si possible, meilleur. Lorsqu’il débarque dans le camp d’initiation au fin fond de la jungle, on lui vante les bienfaits de l’ayahuasca.                                    |   |                                                                                         |             |                                                                                    |                    |
| 29 | 5 | La fois où le dragon était à 2 heures de marche (à peine)                               | Éric Judor  | Éric Judor, Thomas Bohbot, Baptiste Nicolaï, Cheikna Sankare                       | 23 décembre 2019   |
| Éric a chassé ses vieux démons et ne souhaite plus (se) mentir. Frappé par une inspiration libératrice, il se lance dans l’écriture de la série la plus bienveillante du monde. Enfin, c’est ce qu’il croit fermement.                                                   |   |                                                                                         |             |                                                                                    |                    |
| 30 | 6 | La fois où il a voulu faire témoigner une chaussette                                    | Éric Judor  | Éric Judor, Thomas Bohbot, Baptiste Nicolaï, Cheikna Sankare                       | 23 décembre 2019   |
| Éric se sent d’humeur divine. Il s’implique davantage dans la vie de sa fille. Et, en plus d’être réalisateur et scénariste, le voilà qui pourrait bien revêtir les costumes de producteur au succès international.                                                      |   |                                                                                         |             |                                                                                    |                    |
| 31 | 7 | La fois où il a remporté le grand concours de l’artiste le plus original du Connecticut | Éric Judor  | Éric Judor, Thomas Bohbot, Baptiste Nicolaï, Cheikna Sankare                       | 30 décembre 2019   |
| Éric s’attelle à la préparation de son projet « international ». Mais il doit surtout composer avec des égos surdéveloppés. Côté vie de couple, il accepte de participer avec sa moitié à un stage à mille lieues du chamanisme.                                         |   |                                                                                         |             |                                                                                    |                    |
| 32 | 8 | La fois où il a eu de la chance parce qu’ils annonçaient passages nuageux fréquents     | Éric Judor  | Éric Judor, Thomas Bohbot, Baptiste Nicolaï, Cheikna Sankare                       | 30 décembre 2019   |
| Flex en a marre de Paris. Éric, lui, continue de propager son trop-plein de bienveillance sans prendre la grosse tête. Il ne lui reste plus que deux ou trois choses à régler pour que tout aille pour le meilleur.                                                      |   |                                                                                         |             |                                                                                    |                    |

## Commentaire
- L'humour, le concept et la construction scénaristique des épisodes de la série peuvent être comparés à la série télévisée américaine Larry et son nombril (Curb Your Enthusiasm) (HBO), où le scénariste et créateur de la série, Larry David, joue son propre rôle.[réf. nécessaire]
- La série joue beaucoup sur l'autodérision, les acteurs invités jouant leurs propres rôles sont caricaturés à l’extrême. Monica Bellucci est décrite dans la série comme une véritable adoratrice des animaux et des mouvements écologiques, Vincent Cassel comme un homme sûr de lui et suivant sa propre vision plutôt que celle imposé par le réalisateur et Jamel Debbouze comme un acteur qui est prêt à accepter n'importe quel rôle tant qu'il y a beaucoup d'argent à la clé…
- Éric Judor s'amuse également à se caricaturer de façon à rendre son personnage peu recommandable. Son personnage est mythomane, égoïste, manipulateur et plaisante durant des moments inadéquats. Bien souvent, ses actions se retournent contre lui le conduisant parfois en prison, ou bien le forçant à s'enfuir en Guadeloupe.
- À noter que certains acteurs invités, comme notamment Youssef Hajdi et Bun Hay Mean, ne jouent pas leur propre rôle, mais un personnage créé pour la série.
- La série s'inspire aussi de plusieurs situations bien réelles : 
  - Éric et Ramzy ont bel et bien entamé chacun une carrière en solo à la suite de différends artistiques pendant la production du film Seuls Two.
  - Un running-gag dans la série montre les gens confondre Éric avec Ramzy, ce qui arrive à Éric tous les jours, selon ses dires[12].
  - Beaucoup de personnes font référence à H dans la série, ce qui est bien réel car encore aujourd'hui les fans réclament son retour[13].